# 2002 CV154
2002 CV154, também escrito como 2002 CV154, é um objeto transnetuniano que está localizado no cinturão de Kuiper, uma região do Sistema Solar. Este objeto é classificado como um cubewano. Ele possui uma magnitude absoluta de 6,1 e tem cerca de 265 km de diâmetro. O astrônomo Mike Brown lista este corpo celeste em sua página na internet como um candidato a possível planeta anão.

## Descoberta
2002 CV154 foi descoberto no dia 6 de fevereiro de 2002 pelo astrônomo Marc W. Buie.

## Órbita
A órbita de 2002 CV154 tem uma excentricidade de 0,072 e possui um semieixo maior de 45,665 UA. O seu periélio leva o mesmo a uma distância de 42,363 UA em relação ao Sol e seu afélio a 48,968 UA.